# Framus Five + Michal Prokop
Framus Five + Michal Prokop je debutové studiové album Michala Prokopa a skupiny Framus Five. Vydáno bylo v roce 1969 u Supraphonu. Roku 1971 byla v Artii vydána exportní verze pod názvem Blues in Soul, která byla kromě přebalu zcela identická s původním albem. V reedici vyšlo album roku 1995 u labelu Sony music / Bonton. Na desce je převzatý repertoár soulové hudby a progresivního rocku.
Reedice z roku 1995 obsahuje devět bonusových skladeb.

## Obsazení
Obsazení skupiny:
- Michal Prokop – zpěv, kytara
- Ivan Trnka – klavír, varhany
- Ladislav Eliáš – baskytara, zpěv (2)
- Petr Klarfeld – bicí
- Jiří Burda – tenorsaxofón, aranžmá
- Ivan Umáčený – trubka
- Jindřich Dostál – trombón

## Skladby
1. I Got My Mojo Working (Morganfield)
2. Why Am I Treated So Bad? (Roebuck/Staples)
3. Around and Around (Chuck Berry)
4. Nobody Knows You When You're Down and Out (tradicionál)
5. Blues In Soul (Michal Prokop)
6. What'd I Say (Ray Charles)
7. I Believe to My Soul (Ray Charles)
8. Keep a Light in the Window (Alexander)
9. If You Need Me (Picket/Sanders/Batemann)
10. Some Day Baby (Ray Charles)
11. Hold on I'm Comin' (Hayes/Porter)

Bonusy reedice
1. In the Midnight Hour (Berns/Wexsler)
2. Ton of Joy (Otis Redding)
3. Mojo Mama (Berns/Wexsler)
4. Don't Set Me Free (Ray Charles)
5. Respect (Otis Redding)
6. Work Song (Adderley)
7. My Days Are Numbered (Al Kooper)
8. Keep a Light in the Window (live) (Alexander)
9. Georgia on My Mind (live) (Hoagy Carmichael)